# 贝洛帕特福尔沃区
贝洛帕特福尔沃区（匈牙利語：Bélapátfalvai járás），是匈牙利赫维什州的一个区，总面积180.89平方公里，总人口8,978人（2011年），人口密度50人/平方公里。中心城市为贝洛帕特福尔沃。

## 市镇
贝洛帕特福尔沃区包含一个城镇和7个村庄。